# ترقيع غشاء البكارة
ترقيع غشاء البكارة (بالإنجليزية: Hymenoplasty)‏ هي الاسترجاع الجراحي لغشاء البكارة بعد فقدانه لأسباب مختلفة.
يتم إجراء معظم عمليات ترقيع غشاء البكارة في عيادات طب النساء وفي بعض مراكز جراحة التجميل. الهدف من هذه العمليات هو إحداث النزيف خلال الارتباط الجنسي، والذي يعتبر في بعض الحضارات «من أدلة للعذرية».

## أنواع غشاء البكارة
هناك أنواع عديدة من غشاء البكارة، بعضها أكثر شيوعا عن غيره:
- الغشاء الدائري أو الحلقة الدائرية ويكون بشكل الدائرة العادية وهذا الأكثر رواجا عند أغلب الفتيات.
- الغشاء الغربالي ويمتاز بوجود عدد من المفتحات المتجاورة تسمح بنزول السوائل ولكن من الصعب العبث مع هذا النوع لأنه لا يسمح بدخول شي في حجم أو أكبر من عود الثقاب
- الغشاء المزدوج الفتحات ويكون له فتحتين متجاورتين ليس بالضرورة أن تكون متساويتين ويكون الغشاء هنا في وسط الفتحة ويقسمها إلى فتحتين ولا يكون على الأطراف .
- الغشاء المشرشر أو المتعرج ويكون بشكل طولي ذو نتوءات على جانبيه ولكن هو مريح للفتيات أكثر من الأنواع الأخرى .
- الغشاء الهلالي ويكون على شكل هلال لا يمثل الحلقي ولا أيضا المشرشر .
- الغشاء الحلقي وهو قريب جدا إلى النوع الأول ولكن يختلف عنه في الحجم فهو أصغر وكونه متساوي الأطراف يأتي على شكل حلقه

## غشاء البكارة الصيني أو الصناعي
غشاء بكارة صيني لا يحتاج إلى عملية جراحية لتركيبه ولا يحتاج إلى تناول أدوية أو هرمونات وتضمنت الإعلانات التي تعرضه بأنه يعيد العذرية خلال خمس دقائق وبأنه صغير الحجم ومطاطي سهل حمله وتخبئته فهو موضوع في أكياس مثل الواقي الذكري وهناك نوع لونه أحمر منه ونوع آخر شفاف.
- غشاء البكارة الصيني لا يصنف ضمن عمليات ترقيع غشاء البكارة واستعادة العذرية لأنه لا يمكن أن تستعيد الفتاة عذريتها الطبيعية بغشاء صناعي محمول، كما يعتبره المختصون غير صحي وغير مُجدي، في الكثير من البلدان (تونس مثلا) التي يُجيز فيها القانون عمليات إستصلاح البكارة، تحظر الحكومات إستيراد وبيع ما يُسمى بغشاء البكارة الصيني .

## أنواع العمليات
المصطلح قد يصف عمليتين مختلفتين:
- العملية الأولى مؤقتة: خياطة التمزق الحاصل في غشاء البكارة الذي قد يكون سببه اعتداء جنسي، عملية بسيطة يمكن أن تتم تحت التخدير الموضعي فقط، يتم استخدام خيوط جراحية قابلة للذوبان وتجرى هذه العملية قبل الزفاف بثلاثة أيام.
- العملية الثانية دائمة: استخدام جزء من جدار المهبل، مع تغذيته الدموية، لعمل غشاء بكارة جديد. تجرى هذه العملية قبل 3 أشهر من موعد الزفاف